# Pierre-Henri Cami
Pierre-Henri Cami, celým jménem Pierre Louis Adrien Charles Henry Cami, (20. června 1884, Pau, Francie – 3. listopadu 1958, Paříž) byl francouzský dramatik a humorista.

## Život
Narodil se v Pau v rodině zámožného obchodního cestujícího. Neúspěšně se pokoušel prosadit jako básník, herec a toreador, v roce 1910 začal vydávat Malý pohřební furgon, odborný časopis pro zaměstnance v pohřebnictví. Zde mohl naplno uplatnit svůj sklon k černému humoru a parodii (vytvořil např. postavu nedovtipného detektiva jménem Loufock Holmés). Proslul jako autor mikrokomedií, jejichž absurdní poetika s prvky surrealismu byla srovnávána s filmy bratrů Marxových.
Charles Chaplin označil Camiho za největšího humoristu všech dob.
V České republice získal Cami velkou popularitu díky výboru Kleštěnec v pralese v překladu Jiřího Konůpka.

## Dílo
- Les Amours de Mathusalem, 1925
- Vendetta ! ou Une aventure corsée, 1926
- Cami-Voyageur ou Mes aventures en Amérique, 1927
- Le Jugement dernier, roman prématuré, 1928
- Le Scaphandrier de la Tour Eiffel, 1929
- Le Fils des Trois Mousquetaires, roman héroï-camique, 1929
- Les Mémoires de Dieu le père, 1930
- Christophe Colomb ou La Véritable Découverte de l'Amérique, roman sonore, 1931
- Pssitt et Pchutt dans le cirque de la vie (entrées camiques), 1932
- Les Amants de l'entre-ciel, 1933
- L'Œuf à voiles, 1934
- Les Chevaliers du gai, roman de jaquette et d'épée, 1935
- Quand j'étais jeune fille..., mémoires d'un gendarme, 1937
- Le Voyage inouï de monsieur Rikiki, 1938
- Album de Roussignoulet, 1941
- Les Nouveaux paysans, 1943
- Détective à moteur : L'Énigme des cinq pavillons, 1945
- Un beau jour de printemps, 1946
- La Ceinture de dame Alix, roman à clé, 1946
- Détective à moteur (Krik-robot) : Les Kidnappés du panthéon, 1947
- Sans-un au purgatoire ou Après le jugement dernier, 1948
- Je ferai cocu le percepteur, roman fiscal et passionnel, 1949
- Le Poilu aux mille trucs et autres nouvelles et drames comiques